# Mirror of Madness
Mirror of Madness – drugi album studyjny fińskiego melodic death metalowego zespołu Norther. Mirror of Madness zawiera cover utworu "Smash" punk rockowej grupy The Offspring. Jest to jedyny album Northera wydany w Ameryce Północnej. Utwór "Unleash Hell" został wydany jako singel.

## Lista utworów
1. "Blackhearted" − 4:19
2. "Betrayed" − 4:54
3. "Of Darkness and Light" − 5:06
4. "Midnight Walker" − 4:45
5. "Cry" − 4:58
6. "Everything is an End" − 4:33
7. "Unleash Hell" − 4:15
8. "Dead" − 5:27
9. "Mirror of Madness" − 4:42
10. "Frozen Sky" − 3:18 (utwór dodatkowy)
11. "Smash" (cover The Offspring) − 2:40 (utwór dodatkowy)

## Twórcy
- Petri Lindroos – gitara, wokal
- Kristian Ranta – gitara
- Tuomas Planman – klawisze
- Jukka Koskinen – bas
- Toni Hallio – perkusja